# فريدريك شيلر

التوقيع

يوهان كريستوف فريدريش فون شيلر (بالألمانية: Johann Christoph Friedrich von Schiller) هو شاعر ومسرحي كلاسيكي وفيلسوف ومؤرخ ألماني وُلِدَ في 10 نوفمبر 1759 في مارباخ في ألمانيا وتُوفيَ في 9 مايو 1805 في مدينة فايمار وكان عمره 45 عاماً. يُعتبر هو وغوته مؤسسا الحركة الكلاسيكية في الأدب الألماني، ويُعتبر من الشخصيات الرئيسية في التاريخ الأدبي الألماني.

## نشأته
ولد شيلر في 10 نوفمبر 1759 في مارباخ الواقعة على نهر النيكار في الجنوب الألماني وكان فريدرخ هو الولد الوحيد لأبيه يوهان كاسبر شيلر (1733 - 1796) الذي كان طبيباً في الجيش وأمه إليزابيث (1732 - 1802) التي كانت لديها نزعة متدينة فزرعت في نفس شيلر حب الدين والأخلاق والمثل العليا. كان لفريدرخ خمس أخوات. كان أبوه يوهان كاسبر شيلر بعيداً عن العائلة في حرب السنوات السبع عندما وُلد فريدرخ. سمي فريدرخ على اسم الملك فريدرخ الكبير، لكنه كان ينادى فريتز من الجميع تقريباً. كان والده يزورهم نادراً خلال الحرب لكنه مع ذلك كان يزورهم كل فترة. كانت أيضاً أم فريدرخ أحياناً تأخذ أطفالها وتزور زوجها في أي مكان يكون مرابطاً فيه. بعد ما انتهت الحرب في 1763، والد شيلر أصبح ضابطاً مجنداً وتم إرساله إلى مدينة شفيبش كموند لذلك انتقلت عائلته للعيش هناك معه. نظراً لتكلفة المعيشة العالي في مدينة شفيبش كموند، اضطرت العائلة للانتقال بالقرب من مدينة لورتش.
وقد التحق شيلر في طفولته وصباه بمدرسة القرية في لورش، ثم بالمدرسة اللاتينية في لودفيغسبورغ. وبعد أن أنهي دراسته فيهما أراد أن يدرس اللاهوت، ولكن آماله تلك فشلت بسبب الدوق تشارلز يوجين الذي فرض على شيلر الدخول إلى الأكاديمية العسكرية. وكان الدوق كارل أويجين قد أسس مدرسة عسكرية تكون مهمتها تخريج الضباط والجنود والقادة في جيش الدوقية.
والتحق بها شيلر عام 1773 واختار في البداية أن يدرس القانون، ولكنه تحول في عام 1775 إلى دراسة الطب. وقد بدأ شيلر يكتب في هذه الفترة محاولات شعرية ومسرحية تحت تأثير فريدريش جوتليب كلوبشتوك وجوتهولد إفرايم ليسسنج، وقد نشر من هذه المحاولات الأولى في الكتابة قصيدة «المساء» (بالألمانية: Der Abend).

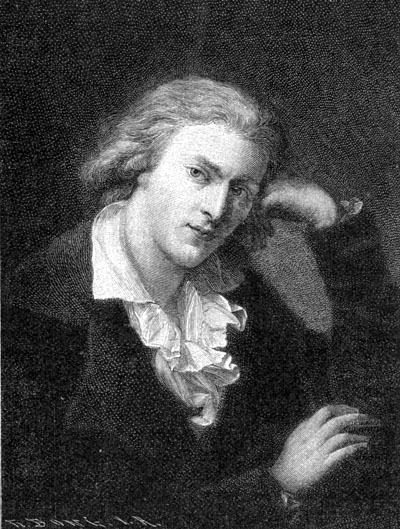
فريدرخ شيلر

## زواجه
في 22 فبراير 1790، تزوج فريدرخ شيلر من شارلوت فون لينقفيلد (1766 - 1826). رُزق منها بولدين وهما كارل وآرنست وبنتين وهما كارولين ولويس.

## البداية
بدأ شيلر في عام 1777 في مسرحيته الأولى اللصوص (بالألمانية: Die Räuber) تحت تأثير أفكار عصر التنوير، وفي هذه المسرحية يتجسد الرفض المطلق للسلطة المطلقة، والنزوع نحو الحرية الإنسانية من الاضطهاد والظلم الاجتماعي. وبذلك أصبح شيلر من الممثلين الأساسيين لأفكار حركة العاصفة والاندفاع «روحي ظامئة إلى الحرية».
وكان العرض المسرحي الأول لمسرحية شيلر اللصوص في 13 يناير 1782 في مانهايم، والذي نجح نجاحاً أسطورياً جعل من شيلر بين عشية وضحاها واحداً من ألمع الشخصيات الأدبية في ألمانيا. وحين فرض الدوق كارل أويجين قراراً بمنع كتابات شيلر لما فيها من التحريض ضد الطغيان والاستبداد والدعوة إلي الحرية، قرر شيلر الهروب مع صديقه صانع آلات الكمان شترايشر إلى مانهايم.
وهناك بدأ شيلر كتابة مسرحية جديدة هي فيسكو والتي اكتملت وعُرضت في عام 1784. وأصابت شيلر في هذه الفترة أزمة مالية ونفسية، والتي نجح في اجتيازها وذلك بفضل عمله في صحيفة تاليا. وتوالت بعد ذلك أعماله الدرامية، فكتب دسيسة وحب التي ينقد فيها زيف المجتمع وقسوته. وكانت دوقية فايمار في ذلك الوقت عاصمة للأدب في ألمانيا ففيها غوته وهردر وفيلاند، وكان الدوق كارل أوجوست محباً للفن والمسرح، فازدهرت الحياة الفنية والأدبية في دوقيته.

## شيلر في فايمار
وكان شيلر وسط الأزمات المادية التي تلاحقه، يريد أن يستقر مادياً ليتفرغ لأعماله، فارتحل إلى فايمار بعد أن دعاه الدوقُ إلى المجيء إليها في عام 1784. وفي فايمار التقى شيلر بغوته، الذي ربطت بينهما صداقة عميقة، كانت من أشهر الصداقات في التاريخ الأدبي. وقد

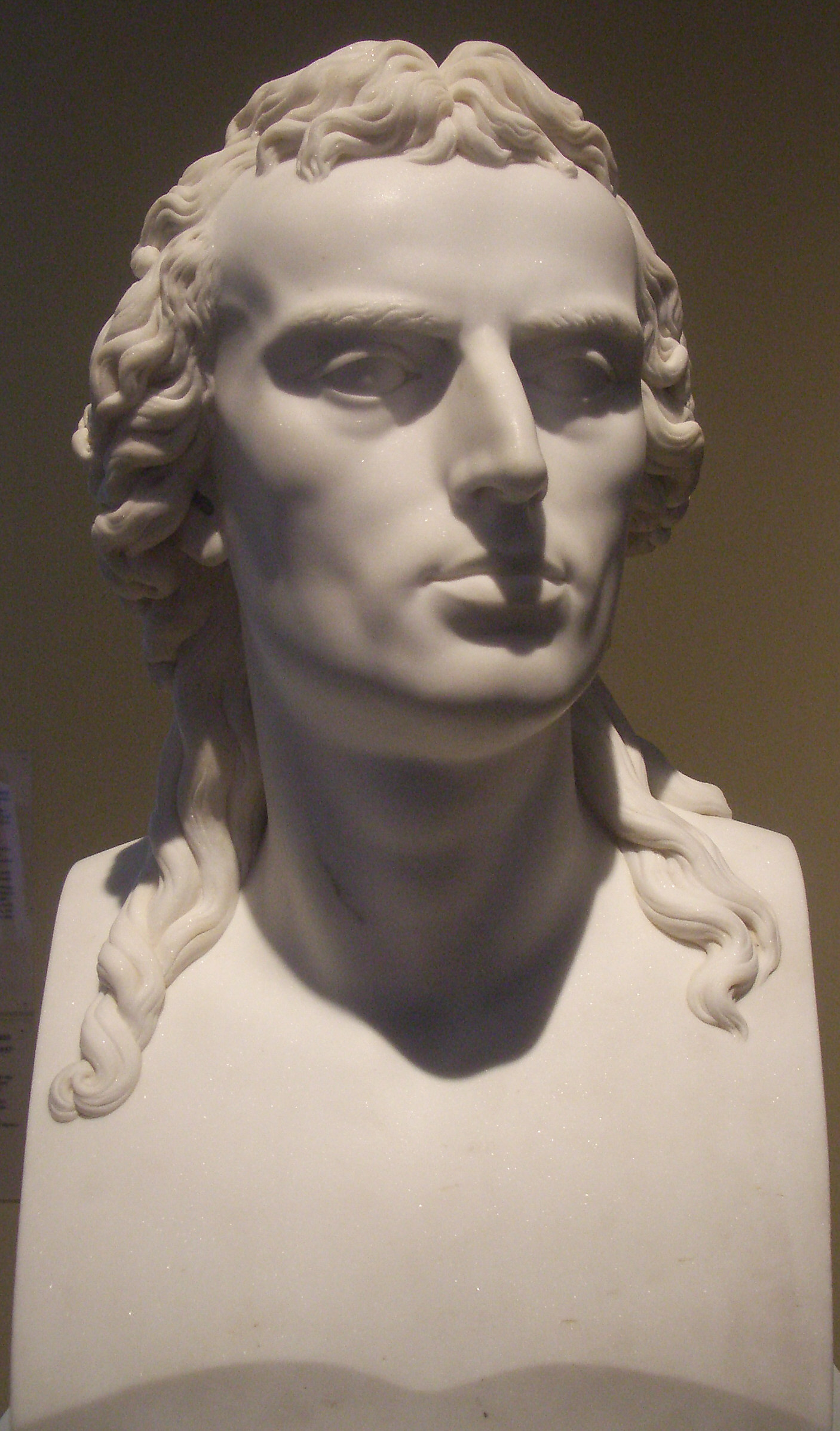
تمثال لشيلر

تأثر شيلر بأفكار غوته كما تأثر غوته بأفكار شيلر. وفي فايمار وجد شيلر المكان الذي كان يتمناه، فهناك الصداقات الأدبية والأحاديث مع نبلاء الأسرة الملكية. وفي هذه الفترة كتب شيلر واحدة من أروع قصائده، التي لحنها بيتهوفن فيما بعد في سيمفونيته الناقصة، والمسماة «إلى السعادة». وفيها يمجد شيلر الرغبة الإنسانية الجارفة نحو السعادة، رغم الآلام التي تكبل روح الإنسان.

## الاهتمام بالتاريخ
وفي تلك الفترة ازداد اهتمام شيلر بالتاريخ، الذي اعتبره المنبع الحقيقي للتجارب الإنسانية. ومن كتابات شيلر التاريخية: تاريخ سقوط الأراضي الواطئة من الاحتلال الإسباني. وقد أصبح أستاذا للتاريخ في جامعة يينا عام 1787، وذلك بتوصية خاصة من غوته. وكانت محاضرته الأولى بعنوان «ما المعنى والهدف من دراسة التاريخ العالمي؟».

## الاهتمام بالفلسفة
كما اهتم شيلر بالفلسفة، وتأثر بفلسفة إيمانويل كانت، وكانت له أيضا كتابات فلسفية حول الفن والأدب. ومن هذه الكتابات الفلسفية: «عن الشعر الحساس والشعر الفطري». وكتب شيلر المسرحيات التاريخية التي تعكس اهتمامه العميق والمتجذر بالتاريخ.
فكتب الثلاثية المسرحية فالنشتاين التي تدور حول شخصية فالنشتاين أحد القواد العسكريين، في حرب الثلاثين عاما. وكتب في سنة 1800 مسرحية ماريا ستيوارت حول ملكة اسكتلندا ماريا ستيوارت وصراعها مع أختها ملكة إنجلترا إليزابيث. وكتب في سنة 1801 مسرحية عذراء أورليان حول كفاح جان دارك الفرنسية. ثم كانت آخر أعماله فلهلم تل حول شخصية أحد الثوار في سويسرا.

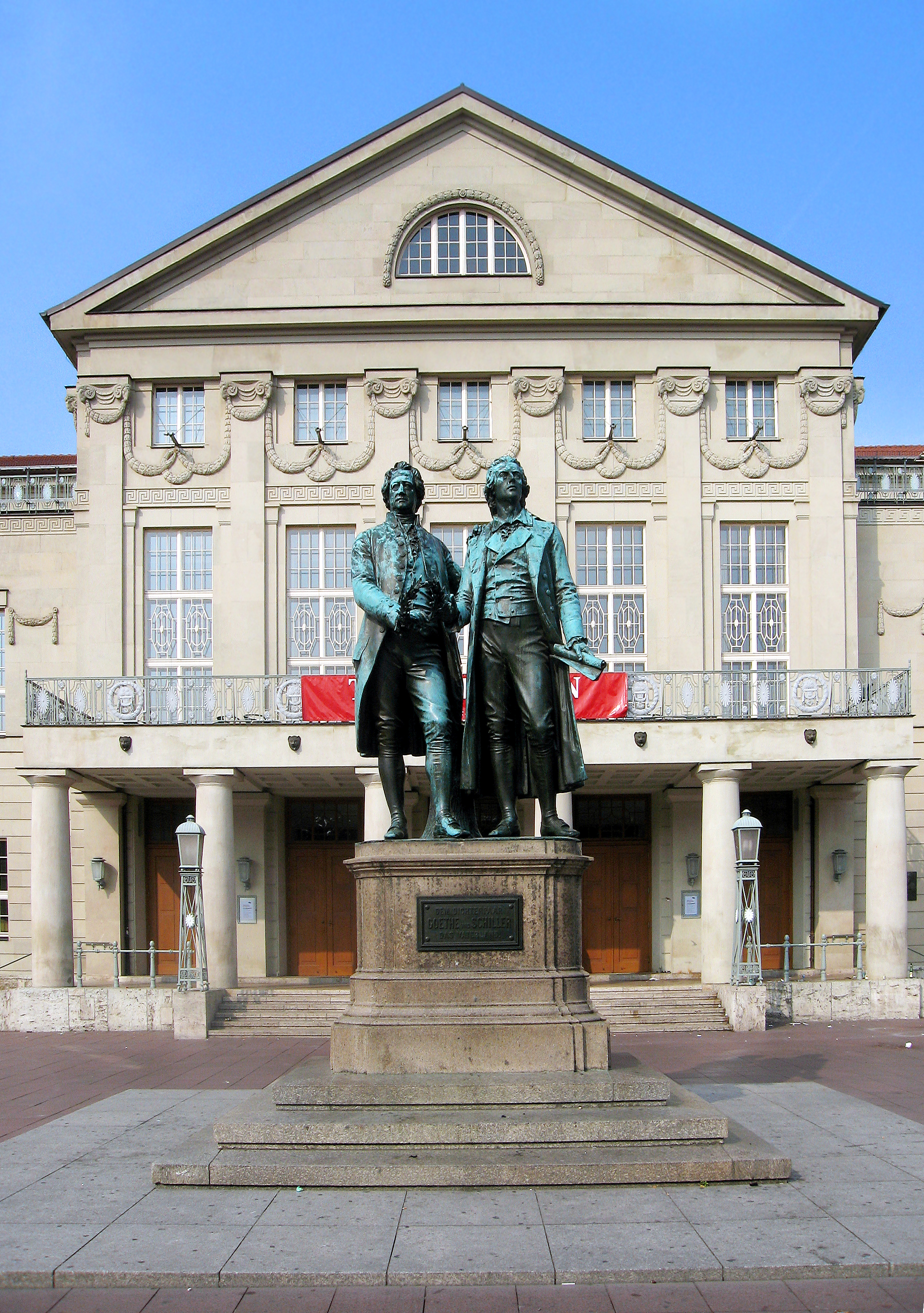
تمثال غوته وشيلر في مدينة فايمار

## وفاته
وقد مات شيلر في عام 1805 بعد صراع طويل مع المرض لم يتوقف خلاله عن الكتابة والإبداع الشعري والمسرحي.

## أعماله الدرامية
- اللصوص سنة 1781
- دسيسة وحب 1783
- فيسكو سنة 1784
- دون كارلوس 1788
- فالنشتاين (ثلاثية مسرحية 1799
- ماريا ستيوارت سنة 1800
- عذراء أورليان سنة 1801
- توراندوت (1801)
- عروس مسينا سنة 1803
- فلهلم تل سنة 1804

## وصلات خارجية
- فريدريك شيلر على موقع IMDb (الإنجليزية)
- فريدريك شيلر على موقع الموسوعة البريطانية (الإنجليزية)
- فريدريك شيلر على موقع ميوزك برينز (الإنجليزية)
- فريدريك شيلر على موقع قاعدة بيانات برودواي على الإنترنت (الإنجليزية)
- فريدريك شيلر على موقع إن إن دي بي (الإنجليزية)
- فريدريك شيلر على موقع ديسكوغز (الإنجليزية)
- فريدريك شيلر على موقع قاعدة بيانات الفيلم (الإنجليزية)
- كتب من تأليف فريدريك شيلر على مشروع غوتنبرغ
- أعمال أو نبذة عن فريدريك شيلر على أرشيف الإنترنت
- أعمال فريدريك شيلر في ليبري فوكس